# Mac Constantinescu
Mac Constantinescu (n. 29 iunie 1900, Charlottenburg⁠(d), Regatul Prusiei, Imperiul German – d. 1979, București, România) este pseudonimul artistic al lui Mihail Filip, care a fost sculptor monumentalist, sculptor de interior, ilustrator, mozaicar, ocazional realizator de costume și decoruri și grafician român.

## Biografie
A urmat cursurile Școlii de arte frumoase din București, apoi pe cele ale École des Beaux-Arts și École du Louvre din Paris. A continuat cu cursul de istoria artelor la Sorbona și lucrări practice la manufacturile de porțelan din Sèvres. A fost bursier al Școlii române din Roma între anii 1932-1933. A lucrat în special sculptură, dar s-a ocupat și de arte decorative, costum și decoruri pentru spectacole de balet.
A fost profesor la Facultatea de Belle Arte și la cea de Arhitectură din București.
În anul 1926, sculptorul Mac Constantinescu s-a căsătorit cu balerina Floria Capsali.

## Opera sculpturală

„Eliberarea unui sclav în fața magistraților din Forul roman” basorelief de Mac Constantinescu, Palatul Facultății de Drept aripa din stânga

„Justinian înconjurat de magistrați” basorelief de Mac Constantinescu, Palatul Facultății de Drept aripa din dreapta

Printre lucrările sale decorativ-monumentale se numără Tătăroaica din Mangalia, fațada Facultății de drept din București, Pavilionul Expoziției românești de la New York.
În 1935, împreună cu Dorin Pavel și August Schmeidegen, a realizat mozaicurile reprezentând zodiile, care împodobesc Fântâna Zodiac din București.
A realizat, în 1937, cele două panouri laterale care decorau Palatul Ministerului de Externe, cunoscut în prezent ca Palatul Victoria. Cele două compoziții erau lucrate în marmură de Carrara. Fiecare panou decorativ avea 15 metri înălțime și cuprindea trei rânduri de reliefuri figurative ilustrând personaje alegorice însoțite de texte în latină: agricultura și comerțul, cultura, geografia și istoria, inventivitatea și ingenuitatea, abundența. Sub ambele panouri se afla câte o fântână decorativă, ornată cu măști și o suită de steme ale provinciilor istorice românești. Bombardamentele din 1944 au avariat grav clădirea, inclusiv panourile decorative. După consolidarea clădirii, fațada a fost placată integral cu travertin, iar cele două panouri decorative, figurile simbolice de la cișmele precum și alte lucrări de decorațiuni interioare (vitralii, mozaicuri, tapiserii, fresce) nu au mai fost refăcute niciodată. Cele două reliefuri figurale din gips, după care s-au cioplit lucrările definitive în marmură, au fost donate de Floria Capsali Muzeului de istorie din Tulcea.
Imobilul UGIR (Uniunea Generală a Industriașilor din România) din București, realizat în 1938 de arhitectul Constantin Moșinschi, este decorat cu 6 basoreliefuri mari, sculptate de Mac Constantinescu în stilul artei fasciste promovate de Mussolini, ca o glorificare a muncii fizice. Tematica lucrărilor fiind și pe placul comuniștilor, acestea au rămas la locul lor până în prezent.
Friza Istoriei românilor, denumită și Friza Națiunii Române sau Friza istorică românească, din aramă bătută, cu 30 m în lungime și 1,20 m în înălțime, realizată de Mac Constantinescu pentru Pavilionul românesc de la Expoziția Internațională din 1939 de la New York, conține 17 episoade, redând momente sau epoci istorice, de la geto-daci până în 1938, când începuse dictatura lui Carol al II-lea. Acestea reprezintă, în ordine: 1. Dacia, înainte de cucerirea romană; 2. Cucerirea romană; 3. Retragerea romană; 4. Evul Mediu întunecat; 5.  Formarea primului Principat român Țara Românească (Muntenia); 6. Fondarea Principatului Moldovei (1353-1359); 7. Mircea cel Bătrân (1386-1418), voievod al Tării Românești; 8. Ștefan cel Mare și Sfânt, voievod al Moldovei (1457-1504); 9. Mihai Viteazul, primul care a unit Țările Române (1593-1601); 10. Neagoe Basarab (1512-1521); 11. Conducători ai Țării Românești și Moldovei Matei Basarab (1632-1654) și Vasile Lupu (1634-1653); 12. Dimitrie Cantemir (1710-11); 13.  Sfântul martir Constantin Brâncoveanu, domnitor al Țării Românești (1688-1714); 14. Alexandru Ioan Cuza, primul domnitor al României moderne (1859-1866); 15.  Începutul Dinastiei Hohenzollern (1866-1947); 16.  Regele Ferdinand și Regina Maria (1914-1927); 17. Regența și Regele Carol II (1930-1940). Lucrarea lui Mac Constantinescu poate fi văzută azi în holul social al Catedralei Române Ortodoxe „Sfânta Maria” din Cleveland, unde a fost montată de către arhitectul Nicholas Tekushan la mijlocul anilor ‘70 ai secolului al XX-lea, după ce a fost adusă la Cleveland de Părintele John Trutza la sfârșitul Expoziției de la New York, depozitată timp de 30 de ani în subsolul actualei catedrale St. Mary’s, și restaurată, în 1974, de către o echipă condusă de artistul Ilie Hasigan, la inițiativa Părintelui Vasile Hategan, în urma unui incendiu care devastase holul social al clădirii.
Mac Constantinescu  a fost unul din sculptorii care au executat lucrările ce decorează Arcul de Triumf din București.
Mozaicul mural Geneze de pe fațada Casei de Cultură Mangalia (1959-1962), este semnat de maestrul Jules Perahim și Mac Constantinescu. Pentru a finaliza mozaicul cu o suprafață de 300 mp, au fost aplicate 750.000 de piese ceramice colorate, pătrate, cu latura 2x2 cm.
În 1971, a proiectat Fântâna arteziană din Piața Teatrului din Târgu-Mureș. Este un monument emblematic pentru ansamblul arhitectonic al orașului, și a fost modernizată cu ocazia renovării pieții în 2011.

## Alte activități artistice și culturale
A ilustrat cu gravuri ediția în limba română a cărții Divina Comedie, de Dante Alighieri, tradusă în proză de Alexandru Marcu, apărută la editura Scrisul Românesc din Craiova în 3 etape: Infernul (1932), Purgatoriul (1933) și Paradisul (1934).
A mai ilustrat și volumele Capra neagră de Emanoil Bucuța (editura Casa școalelor, 1938) și Leagăn de îngeri al poetului Matei Alexandrescu (editura Cartea Românească, București, 1939).
În 1939, Mac Constantinescu a contribuit la realizarea decorului și costumelor pentru spectacolul de balet „Nuntă în Carpați” de Paul Constantinescu, recitalul fiind susținut de soția sa, Floria Capsali.
A făcut parte din comitetul de redacție al revistei „Simetria”, înființată de Matila Ghyka.

## Distincții
- titlul de Artist emerit al Republicii Populare Romîne (15 mai 1957) „pentru merite deosebite în activitatea artistică, pedagogică, precum și în munca din alte domenii ale culturii”[13]
- Ordinul „Meritul Cultural” clasa a III-a (26 septembrie 1966) „pentru merite deosebite în activitatea literară, artistică și de răspîndire a culturii naționale, cu prilejul Centenarului Academiei Republicii Socialiste România”[14]
- Ordinul „Meritul Cultural” clasa a II-a (1968) „pentru activitate deosebită în domeniul artelor plastice”[15]